# Чехія на зимових Олімпійських іграх 2022
Чехія взяла участь у зимових Олімпійських іграх 2022, що тривали з 4 до 20 лютого в Пекіні (Китай).
Міхал Бржезіна і Алена Міллс несли прапор країни на церемонії відкриття. А нести прапор на церемонії закриття доручили ковзанярці Мартіні Сабликовій.
Після семи медалей на Іграх-2018, цього разу вдалося здобути лише дві нагороди, і це був найгірший виступ Чехії на зимових Олімпіадах від 1994 року.

## Медалісти
Список чеських спортсменів, що на Іграх здобули медалі.
| Медаль | Ім'я              | Вид спорту          | Дисципліна                             | Дата      |
| ------ | ----------------- | ------------------- | -------------------------------------- | --------- |
| Золото | Естер Ледецька    | Сноубординг         | Паралельний гігантський слалом (жінки) | 8 лютого  |
| Бронза | Мартіна Сабликова | Ковзанярський спорт | 5000 метрів (жінки)                    | 10 лютого |

## Спортсмени
Кількість спортсменів, що взяли участь в Іграх, за видами спорту.
| Вид спорту          | Чоловіки | Жінки | Загалом |
| ------------------- | -------- | ----- | ------- |
| Гірськолижний спорт | 2        | 6     | 8       |
| Біатлон             | 5        | 5     | 10      |
| Бобслей             | 4        | 0     | 4       |
| Лижні перегони      | 6        | 5     | 11      |
| Керлінг             | 1        | 1     | 2       |
| Фігурне катання     | 3        | 3     | 6       |
| Фристайл            | 0        | 1     | 1       |
| Хокей               | 25       | 23    | 48      |
| Санний спорт        | 3        | 1     | 4       |
| Лижне двоборство    | 4        | Н/Д   | 4       |
| Шорт-трек           | 0        | 1     | 1       |
| Скелетон            | 0        | 1     | 1       |
| Стрибки з трампліна | 5        | 3     | 8       |
| Сноубординг         | 1        | 4     | 5       |
| Ковзанярський спорт | 0        | 2     | 2       |
| Загалом             | 59       | 55    | 114     |

1. 1 2  Естер Ледецька змагалася і в гірськолижному спорті, і в сноубордингу.

## Гірськолижний спорт
Від Чехії на Ігри кваліфікувалися два гірськолижники і шість гірськолижниць.
Чоловіки
| Спортсмен      | Дисципліна         | 1-й спуск | 1-й спуск | 2-й спуск   | 2-й спуск   | Сума        | Сума        |
| Спортсмен      | Дисципліна         | Час       | Місце     | Час         | Місце       | Час         | Місце       |
| -------------- | ------------------ | --------- | --------- | ----------- | ----------- | ----------- | ----------- |
| Криштоф Кризль | Гігантський слалом | 1:07.29   | 26        | 1:08.27     | 19          | 2:15.56     | 19          |
| Криштоф Кризль | Слалом             | НФ        | НФ        | Не потрапив | Не потрапив | Не потрапив | Не потрапив |
| Ян Забистршан  | Комбінація         | 1:44.54   | 9         | НФ          | НФ          | НФ          | НФ          |
| Ян Забистршан  | Гігантський слалом | НФ        | НФ        | Не потрапив | Не потрапив | Не потрапив | Не потрапив |
| Ян Забистршан  | Слалом             | НФ        | НФ        | Не потрапив | Не потрапив | Не потрапив | Не потрапив |
| Ян Забистршан  | Супергігант        | Н/Д       | Н/Д       | Н/Д         | Н/Д         | 1:23.09     | 25          |

Жінки
| Спортсменка       | Дисципліна         | 1-й спуск | 1-й спуск | 2-й спуск    | 2-й спуск    | Сума         | Сума         |
| Спортсменка       | Дисципліна         | Час       | Місце     | Час          | Місце        | Час          | Місце        |
| ----------------- | ------------------ | --------- | --------- | ------------ | ------------ | ------------ | ------------ |
| Естер Ледецька    | Комбінація         | 1:32.43   | 2         | 55.89        | 5            | 2:28.32      | 4            |
| Тереза Нова       | Комбінація         | 1:37.07   | 23        | 58.39        | 12           | 2:35.46      | 14           |
| Естер Ледецька    | Швидкісний спуск   | Н/Д       | 1:38.18   | 27           |              |              |              |
| Тереза Нова       | Швидкісний спуск   | Н/Д       | 1:39.38   | 28           |              |              |              |
| Барбора Новакова  | Швидкісний спуск   | Н/Д       | 1:39.50   | 29           |              |              |              |
| Елесе Соммерова   | Гігантський слалом | НФ        | НФ        | Не потрапила | Не потрапила | Не потрапила | Не потрапила |
| Габріела Цапова   | Слалом             | 55.96     | 33        | 55.28        | 33           | 1:51.24      | 32           |
| Мартіна Дубовська | Слалом             | 53.90     | 16        | 53.13        | 14           | 1:47.03      | 13           |
| Елесе Соммерова   | Слалом             | 56.38     | 38        | НФ           | НФ           | Н/Д          | Н/Д          |
| Естер Ледецька    | Супергігант        | Н/Д       | 1:13.94   | 5            |              |              |              |
| Тереза Нова       | Супергігант        | Н/Д       | 1:17.88   | 33           |              |              |              |
| Барбора Новакова  | Супергігант        | Н/Д       | 1:18.26   | 36           |              |              |              |

Змішані
| Спортсмени                                                    | Дисципліна | 1/8 фіналу          | Чвертьфінали       | Півфінали          | Фінал / БМ         | Фінал / БМ |
| Спортсмени                                                    | Дисципліна | Суперник Результат  | Суперник Результат | Суперник Результат | Суперник Результат | Місце      |
| ------------------------------------------------------------- | ---------- | ------------------- | ------------------ | ------------------ | ------------------ | ---------- |
| Криштоф Кризль Ян Забистршан Барбора Новакова Елесе Соммерова | Команди    | Франція (FRA) L 1–3 | Не потрапили       | Не потрапили       | Не потрапили       | 14         |

## Біатлон
Завдяки рейтингу країни в кубок світу з біатлону 2021—2022 Збірна Чехії складалася з 5-х чоловіків і 5-х жінок.
Чоловіки
| Спортсмен                                                   | Дисципліна              | Час     | Хиби        | Місце |
| ----------------------------------------------------------- | ----------------------- | ------- | ----------- | ----- |
| Мікулаш Карлік                                              | Індивідуальні перегони  | 52:56.3 | 3 (0+0+0+3) | 31    |
| Міхал Крчмарж                                               | Індивідуальні перегони  | 55:27.9 | 5 (0+1+3+1) | 59    |
| Якуб Штвртецький                                            | Індивідуальні перегони  | 55:52.7 | 5 (0+3+0+2) | 65    |
| Мілан Землічка                                              | Індивідуальні перегони  | 55:44.3 | 2 (0+1+0+1) | 62    |
| Мікулаш Карлік                                              | Спринт                  | 25:48.8 | 3 (0+3)     | 28    |
| Міхал Крчмарж                                               | Спринт                  | 25:22.4 | 1 (0+1)     | 16    |
| Якуб Штвртецький                                            | Спринт                  | 26:48.3 | 3 (1+2)     | 58    |
| Адам Вацлавік                                               | Спринт                  | 26:50.2 | 3 (2+1)     | 59    |
| Мікулаш Карлік                                              | Перегони переслідування | 45:38,8 | 8 (1+3+3+1) | 42    |
| Міхал Крчмарж                                               | Перегони переслідування | 44:06,9 | 7 (1+0+4+1) | 34    |
| Якуб Штвртецький                                            | Перегони переслідування | 46:32,1 | 7 (0+3+3+1) | 48    |
| Адам Вацлавік                                               | Перегони переслідування | 45:41,2 | 6 (1+1+3+1) | 44    |
| Міхал Крчмарж                                               | Масстарт                | 41:54.9 | 5 (0+1+1+3) | 21    |
| Якуб Штвртецький Мікулаш Карлік Адам Вацлавік Міхал Крчмарж | Естафета                | КОЛО    | КОЛО        | 19    |

Жінки
| Спортсменка                                                       | Дисципліна              | Час       | Хиби        | Місце |
| ----------------------------------------------------------------- | ----------------------- | --------- | ----------- | ----- |
| Маркета Давідова                                                  | Індивідуальні перегони  | 43:44.6   | 1 (0+0+0+1) | 6     |
| Луціє Харватова                                                   | Індивідуальні перегони  | 44:46.6   | 2 (0+1+0+1) | 19    |
| Джессіка Їслова                                                   | Індивідуальні перегони  | 46:17.5   | 2 (0+1+0+1) | 27    |
| Тереза Воборнікова                                                | Індивідуальні перегони  | 46:51.6   | 2 (0+0+1+1) | 34    |
| Маркета Давідова                                                  | Спринт                  | 23:11.8   | 4 (2+2)     | 41    |
| Луціє Харватова                                                   | Спринт                  | 22:35.6   | 1 (0+1)     | 25    |
| Джессіка Їслова                                                   | Спринт                  | 22:42.7   | 1 (1+0)     | 31    |
| Тереза Воборнікова                                                | Спринт                  | 23:30.9   | 2 (2+0)     | 58    |
| Маркета Давідова                                                  | Перегони переслідування | 44:44.6   | 4 (1+1+1+1) | 28    |
| Луціє Харватова                                                   | Перегони переслідування | 46:46.6   | 4 (2+1+0+1) | 34    |
| Джессіка Їслова                                                   | Перегони переслідування | 48:17.5   | 2 (0+1+0+1  | 35    |
| Тереза Воборнікова                                                | Перегони переслідування | LAP       | –           | –     |
| Маркета Давідова                                                  | Масстарт                | 41:11.4   | 4 (1+0+1+2) | 4     |
| Луціє Харватова                                                   | Масстарт                | 44:28.7   | 5 (0+2+2+1) | 28    |
| Ева Пускарчикова Маркета Давідова Джессіка Їслова Луціє Харватова | Естафета                | 1:14:06.0 | 9 (1+8)     | 8     |

Змішані
| Спортсмени                                                    | Дисципліна | Час       | Хиби      | Місце |
| ------------------------------------------------------------- | ---------- | --------- | --------- | ----- |
| Маркета Давідова Джессіка Їслова Мікулаш Карлік Міхал Крчмарж | Естафета   | 1:10:20.2 | 20 (3+17) | 12    |

## Бобслей
Завдяки результатам у Кубку світу 2021–2022 від Чехії на Ігри кваліфікувалися два екіпажі бобів.
| Спортсмен                                                  | Дисципліна          | 1-й заїзд | 1-й заїзд | 2-й заїзд | 2-й заїзд | 3-й заїзд | 3-й заїзд | 4-й заїзд    | 4-й заїзд    | Сума    | Сума  |
| Спортсмен                                                  | Дисципліна          | Час       | Місце     | Час       | Місце     | Час       | Місце     | Час          | Місце        | Час     | Місце |
| ---------------------------------------------------------- | ------------------- | --------- | --------- | --------- | --------- | --------- | --------- | ------------ | ------------ | ------- | ----- |
| Домінік Дворжак* Якуб Носек                                | Двійки (чоловіки)   | 59.90     | 15        | 1:00.04   | 11        | 1:00.20   | 16        | 1:00.16      | 13           | 4:00.30 | 15    |
| Домінік Дворжак* Якуб Носек Ян Шинделарж Домінік Залеський | Четвірки (чоловіки) | 59.71     | 23        | 59.80     | 21        | 59.65     | 22        | Не потрапили | Не потрапили | 2:59.16 | 21    |

* – Позначає пілота кожного боба

## Лижні перегони
Від Чехії на Ігри кваліфікувалися шість лижників і п'ять лижниць.
Дистанційні перегони
Чоловіки
| Спортсмен                                      | Дисципліна                        | Класичний стиль | Класичний стиль | Вільний стиль | Вільний стиль | Фінал     | Фінал       | Фінал |
| Спортсмен                                      | Дисципліна                        | Час             | Місце           | Час           | Місце         | Час       | Відставання | Місце |
| ---------------------------------------------- | --------------------------------- | --------------- | --------------- | ------------- | ------------- | --------- | ----------- | ----- |
| Адам Феллнер                                   | 15 км класичним стилем (чоловіки) | Н/Д             | Н/Д             | Н/Д           | Н/Д           | 41:01.0   | +3:06.2     | 31    |
| Петр Кноп                                      | 15 км класичним стилем (чоловіки) | Н/Д             | Н/Д             | Н/Д           | Н/Д           | 42:34.4   | +4:39.6     | 54    |
| Міхал Новак                                    | 15 км класичним стилем (чоловіки) | Н/Д             | Н/Д             | Н/Д           | Н/Д           | 42:06.6   | +4:11.8     | 50    |
| Ян Пехоушек                                    | 15 км класичним стилем (чоловіки) | Н/Д             | Н/Д             | Н/Д           | Н/Д           | НС        | НС          | -     |
| Адам Феллнер                                   | 30 км скіатлон                    | 43:22.6         | 47              | 41:42.8       | 41            | 1:25:39.5 | +9:29.7     | 46    |
| Петр Кноп                                      | 30 км скіатлон                    | 44:06.8         | 52              | 40:55.9       | 33            | 1:25:38.4 | +9:28.6     | 44    |
| Міхал Новак                                    | 30 км скіатлон                    | 41:14.9         | 16              | 39:06.1       | 23            | 1:20:50.9 | +4:41.1     | 18    |
| Адам Феллнер                                   | 50 км вільним стилем (чоловіки)   | Н/Д             | Н/Д             | Н/Д           | Н/Д           | 1:18:14.3 | +6:41.6     | 42    |
| Петр Кноп                                      | 50 км вільним стилем (чоловіки)   | Н/Д             | Н/Д             | Н/Д           | Н/Д           | 1:16:35.0 | +5:02.3     | 37    |
| Міхал Новак                                    | 50 км вільним стилем (чоловіки)   | Н/Д             | Н/Д             | Н/Д           | Н/Д           | DNS       | DNS         | DNS   |
| Адам Феллнер Петр Кноп Міхал Новак Ян Пехоушек | Естафета 4×10 км                  | Н/Д             | Н/Д             | Н/Д           | Н/Д           | 2:04:57.8 | +10:07.1    | 12    |

Жінки
| Спортсменка                                                      | Дисципліна                     | Класичний стиль | Класичний стиль | Вільний стиль | Вільний стиль | Фінал         | Фінал         | Фінал         |
| Спортсменка                                                      | Дисципліна                     | Час             | Місце           | Час           | Місце         | Час           | Відставання   | Місце         |
| ---------------------------------------------------------------- | ------------------------------ | --------------- | --------------- | ------------- | ------------- | ------------- | ------------- | ------------- |
| Петра Гинчіцова                                                  | 10 км класичним стилем (жінки) | Н/Д             | Н/Д             | Н/Д           | Н/Д           | 31:28.0       | +3:21.7       | 42            |
| Катержина Янатова                                                | 10 км класичним стилем (жінки) | Н/Д             | Н/Д             | Н/Д           | Н/Д           | 31:07.2       | +3:00.9       | 34            |
| Петра Новакова                                                   | 10 км класичним стилем (жінки) | Н/Д             | Н/Д             | Н/Д           | Н/Д           | 31:00.7       | +2:54.4       | 30            |
| Петра Гинчіцова                                                  | 15 км скіатлон                 | 24:25.8         | 27              | 23:34.3       | 30            | 48:40.8       | +4:27.1       | 26            |
| Петра Новакова                                                   | 15 км скіатлон                 | 44:06.8         | 52              | 40:55.9       | 33            | 1:25:38.4     | +9:28.6       | 30            |
| Петра Гинчіцова                                                  | 30 км вільним стилем           | Н/Д             | Н/Д             | Н/Д           | Н/Д           | 1:36:26.6     | +11:32.6      | 41            |
| Катержина Янатова                                                | 30 км вільним стилем           | Н/Д             | Н/Д             | Н/Д           | Н/Д           | 1:31:43.2     | +6:49.2       | 22            |
| Петра Новакова                                                   | 30 км вільним стилем           | Н/Д             | Н/Д             | Н/Д           | Н/Д           | Не фінішувала | Не фінішувала | Не фінішувала |
| Тереза Баранова Петра Новакова Катержина Янатова Петра Гинчіцова | Естафета 4×5 км                | Н/Д             | Н/Д             | Н/Д           | Н/Д           | 59:32.6       | +5:51.6       | 13            |

Спринт
| Спортсмен                         | Дисципліна                        | Кваліфікація | Кваліфікація | Чвертьфінал  | Чвертьфінал  | Півфінал     | Півфінал     | Фінал        | Фінал |
| Спортсмен                         | Дисципліна                        | Час          | Місце        | Час          | Місце        | Час          | Місце        | Час          | Місце |
| --------------------------------- | --------------------------------- | ------------ | ------------ | ------------ | ------------ | ------------ | ------------ | ------------ | ----- |
| Ондржей Черний                    | Індивідуальні перегони (чоловіки) | 2:50.65      | 9 Q          | 3:10.62      | 6            | Не потрапив  | Не потрапив  | Не потрапив  | 26    |
| Міхал Новак                       | Індивідуальні перегони (чоловіки) | 2:52.49      | 21 Q         | 2:55.36      | 5            | Не потрапив  | Не потрапив  | Не потрапив  | 23    |
| Ян Пехоушек                       | Індивідуальні перегони (чоловіки) | 2:55.03      | 33           | Не потрапив  | Не потрапив  | Не потрапив  | Не потрапив  | Не потрапив  | 33    |
| Людек Шеллер                      | Індивідуальні перегони (чоловіки) | 2:54.09      | 29 Q         | 3:01.83      | 6            | Не потрапив  | Не потрапив  | Не потрапив  | 29    |
| Міхал Новак Людек Шеллер          | Командний спринт (чоловіки)       | Н/Д          | Н/Д          | Н/Д          | Н/Д          | 20:36.70     | 7            | Не потрапив  | 14    |
| Тереза Баранова                   | Індивідуальні перегони (жінки)    | 3:22.20      | 22 Q         | 3:22.59      | 4            | Не потрапила | Не потрапила | Не потрапила | 20    |
| Зузана Голікова                   | Індивідуальні перегони (жінки)    | 3:29.63      | 44           | Не потрапила | Не потрапила | Не потрапила | Не потрапила | Не потрапила | 44    |
| Петра Гинчіцова                   | Індивідуальні перегони (жінки)    | 3:24.51      | 33           | Не потрапила | Не потрапила | Не потрапила | Не потрапила | Не потрапила | 33    |
| Катержина Янатова                 | Індивідуальні перегони (жінки)    | 3:20.80      | 15 Q         | 3:20.12      | 4            | Не потрапила | Не потрапила | Не потрапила | 19    |
| Петра Гинчіцова Катержина Янатова | Командний спринт (жінки)          | Н/Д          | Н/Д          | Н/Д          | Н/Д          | 23:55.59     | 8            | Не потрапила | 15    |

## Керлінг
Збірна Чехії з керлінгу складалася з двох спортсменів (по одному кожної статі), що змагалися в турнірі змішаних пар.
Підсумок
| Збірна                    | Дисципліна          | Коловий турнір       | Коловий турнір     | Коловий турнір        | Коловий турнір      | Коловий турнір              | Коловий турнір         | Коловий турнір   | Коловий турнір     | Коловий турнір    | Коловий турнір | Півфінал         | Фінал / БМ       | Фінал / БМ  |
| Збірна                    | Дисципліна          | Суперник Рахунок     | Суперник Рахунок   | Суперник Рахунок      | Суперник Рахунок    | Суперник Рахунок            | Суперник Рахунок       | Суперник Рахунок | Суперник Рахунок   | Суперник Рахунок  | Місце          | Суперник Рахунок | Суперник Рахунок | Місце       |
| ------------------------- | ------------------- | -------------------- | ------------------ | --------------------- | ------------------- | --------------------------- | ---------------------- | ---------------- | ------------------ | ----------------- | -------------- | ---------------- | ---------------- | ----------- |
| Зузана Паулова Томаш Паул | Турнір змішаних пар | Норвегія (NOR) W 7–6 | Швеція (SWE) L 4–7 | Австралія (AUS) W 8–2 | Італія (ITA) L 2–10 | Велика Британія (GBR) L 3–8 | Швейцарія (SUI) L 3–11 | США (USA) W 10–8 | Канада (CAN) L 5–7 | Китай (CHN) W 8–6 | 6              | Не потрапив      | Не потрапив      | Не потрапив |

### Турнір змішаних пар
Чеська змішана пара (спортсмен і спортсменка) кваліфікувалися завдяки потраплянню до першої сімки на Чемпіонаті світу 2021 року.
Підсумкове положення в коловому турнірі.
| Легенда | Легенда             |
| ------- | ------------------- |
|         | Потрапили до плейоф |

| Країна          | Спортсмени                            | В | П | В–П | КЗ | КП | ВЕ | ПЕ | ОЕ | ВЕ | ККД | DSC   |
| --------------- | ------------------------------------- | - | - | --- | -- | -- | -- | -- | -- | -- | --- | ----- |
| Італія          | Стефанія Константіні / Амос Мозанер   | 9 | 0 | –   | 79 | 48 | 43 | 28 | 0  | 17 | 79% | 25.34 |
| Норвегія        | Крістін Скаслієн / Магнус Недреготтен | 6 | 3 | 1–0 | 68 | 50 | 40 | 28 | 0  | 15 | 82% | 24.48 |
| Велика Британія | Дженніфер Доддс / Брюс Моует          | 6 | 3 | 0–1 | 60 | 50 | 38 | 33 | 0  | 12 | 79% | 22.48 |
| Швеція          | Альміда де Валь / Оскар Ерікссон      | 5 | 4 | 1–0 | 55 | 54 | 35 | 33 | 0  | 10 | 76% | 21.77 |
| Канада          | Рейчел Гомен / Джон Морріс            | 5 | 4 | 0–1 | 57 | 54 | 33 | 39 | 0  | 8  | 78% | 53.73 |
| Чехія           | Зузана Паулова / Томаш Паул           | 4 | 5 | –   | 50 | 65 | 29 | 39 | 1  | 7  | 75% | 33.41 |
| Швейцарія       | Женні Перре / Мартін Ріос             | 3 | 6 | 1–0 | 55 | 58 | 32 | 39 | 0  | 6  | 73% | 39.04 |
| США             | Вікі Персінджер / Кріс Плайс          | 3 | 6 | 0–1 | 50 | 67 | 34 | 36 | 0  | 9  | 74% | 27.29 |
| Китай           | Фань Суюань / Лін Чжи                 | 2 | 7 | 1–0 | 51 | 64 | 34 | 36 | 0  | 7  | 74% | 17.81 |
| Австралія       | Талі Ґілл / Дін Г'юїтт                | 2 | 7 | 0–1 | 52 | 67 | 31 | 38 | 1  | 8  | 72% | 50.51 |

Коловий турнір
Чехія пропускала 3-тю, 5-ту, 7-му і 12-ту сесії.
| Майданчик C                       | 1 | 2 | 3 | 4 | 5 | 6 | 7 | 8 | Загалом |
| Норвегія (Скаслієн / Недреґоттен) | 1 | 1 | 0 | 1 | 0 | 2 | 1 | 0 | 6       |
| Чехія (Паулова / Паул)            | 0 | 0 | 2 | 0 | 1 | 0 | 0 | 3 | 7       |

| Майданчик B                 | 1 | 2 | 3 | 4 | 5 | 6 | 7 | 8 | Загалом |
| Швеція (де Валь / Ерікссон) | 1 | 0 | 0 | 1 | 1 | 0 | 2 | 2 | 7       |
| Чехія (Паулова / Паул)      | 0 | 1 | 1 | 0 | 0 | 2 | 0 | 0 | 4       |

| Майданчик D               | 1 | 2 | 3 | 4 | 5 | 6 | 7 | 8 | Загалом |
| Чехія (Паулова / Паул)    | 1 | 3 | 1 | 0 | 1 | 0 | 2 | X | 8       |
| Австралія (Ґілл / Г'юїтт) | 0 | 0 | 0 | 1 | 0 | 1 | 0 | X | 2       |

| Майданчик A                    | 1 | 2 | 3 | 4 | 5 | 6 | 7 | 8 | Загалом |
| Чехія (Паулова / Паул)         | 0 | 0 | 1 | 0 | 0 | 1 | X | X | 2       |
| Італія (Константіні / Мозанер) | 4 | 1 | 0 | 4 | 1 | 0 | X | X | 10      |

| Майданчик B                     | 1 | 2 | 3 | 4 | 5 | 6 | 7 | 8 | Загалом |
| Чехія (Паулова / Паул)          | 1 | 0 | 0 | 1 | 0 | 1 | 0 | X | 3       |
| Велика Британія (Доддс / Моует) | 0 | 2 | 3 | 0 | 1 | 0 | 2 | X | 8       |

| Майданчик C              | 1 | 2 | 3 | 4 | 5 | 6 | 7 | 8 | Загалом |
| Чехія (Паулова / Паул)   | 0 | 0 | 0 | 0 | 0 | 3 | 0 | X | 3       |
| Швейцарія (Перре / Ріос) | 3 | 1 | 3 | 2 | 1 | 0 | 1 | X | 11      |

| Майданчик A              | 1 | 2 | 3 | 4 | 5 | 6 | 7 | 8 | Загалом |
| США (Персінджер / Плайс) | 1 | 0 | 3 | 0 | 3 | 0 | 1 | 0 | 8       |
| Чехія (Паулова / Паул)   | 0 | 3 | 0 | 4 | 0 | 0 | 0 | 3 | 10      |

| Майданчик D             | 1 | 2 | 3 | 4 | 5 | 6 | 7 | 8 | 9 | Загалом |
| Канада (Гомен / Морріс) | 0 | 1 | 0 | 1 | 1 | 0 | 0 | 2 | 2 | 7       |
| Чехія (Паулова / Паул)  | 1 | 0 | 1 | 0 | 0 | 2 | 1 | 0 | 0 | 5       |

| Майданчик D            | 1 | 2 | 3 | 4 | 5 | 6 | 7 | 8 | Загалом |
| Чехія (Паулова / Паул) | 0 | 1 | 0 | 0 | 0 | 4 | 1 | 2 | 8       |
| Китай (Фань / Лін)     | 1 | 0 | 3 | 1 | 1 | 0 | 0 | 0 | 6       |

## Фігурне катання
На Чемпіонаті світу 2021 року в Стокгольмі чеські фігуристи здобули по одному квотному місцю в чоловічому та жіночому одиночному катанні й парному катанні, а ще одну квоту, в танцях на льоду, здобуто на cS Nebelhorn Trophy 2021. Чеська асоціація фігурного катання заявила, що ті фігуристи, які вибороли квотні місця, автоматично одержують право ними скористатися.
| Спортсмен                     | Дисципліна                   | КП / КТ | КП / КТ | ДП / ДТ      | ДП / ДТ      | Загалом      | Загалом      |
| Спортсмен                     | Дисципліна                   | Бали    | Місце   | Бали         | Місце        | Бали         | Місце        |
| ----------------------------- | ---------------------------- | ------- | ------- | ------------ | ------------ | ------------ | ------------ |
| Міхал Бржезіна                | Одиночні змагання (чоловіки) | 75.19   | 25      | Не потрапив  | Не потрапив  | Не потрапив  | Не потрапив  |
| Елішка Бржезінова             | Одиночні змагання (жінки)    | 64.31   | 12 Q    | 111.10       | 21           | 175.41       | 20           |
| Єлизавета Жук Мартін Бідарж   | Пари                         | 54.64   | 17      | Не потрапили | Не потрапили | Не потрапили | Не потрапили |
| Наталі Ташлерова Філіп Ташлер | Танці на льоду               | 67.22   | 17 Q    | 101.10       | 17           | 168.32       | 16           |

Командні змагання
| Спортсмен                                                                                      | Дисципліна      | Коротка програма/Короткий танець | Коротка програма/Короткий танець | Коротка програма/Короткий танець | Коротка програма/Короткий танець | Коротка програма/Короткий танець | Коротка програма/Короткий танець | Вільне катання/Вільний танець | Вільне катання/Вільний танець | Вільне катання/Вільний танець | Вільне катання/Вільний танець | Вільне катання/Вільний танець | Вільне катання/Вільний танець |
| Спортсмен                                                                                      | Дисципліна      | Чоловіки                         | Жінки                            | Пари                             | Танець на льоду                  | Загалом                          | Загалом                          | Чоловіки                      | Жінки                         | Пари                          | Танець на льоду               | Загалом                       | Загалом                       |
| Спортсмен                                                                                      | Дисципліна      | Бали Командні бали               | Бали Командні бали               | Бали Командні бали               | Бали Командні бали               | Бали                             | Місце                            | Бали Командні бали            | Бали Командні бали            | Бали Командні бали            | Бали Командні бали            | Бали                          | Місце                         |
| ---------------------------------------------------------------------------------------------- | --------------- | -------------------------------- | -------------------------------- | -------------------------------- | -------------------------------- | -------------------------------- | -------------------------------- | ----------------------------- | ----------------------------- | ----------------------------- | ----------------------------- | ----------------------------- | ----------------------------- |
| Міхал Бржезіна Елішка Бржезінова Єлизавета Жук / Мартін Бідарж Наталі Ташлерова / Філіп Ташлер | Змішані команди | 76.77 4                          | 61.05 3                          | 56.70 3                          | 68.99 5                          | 15                               | 8                                | Не потрапили                  | Не потрапили                  | Не потрапили                  | Не потрапили                  | Не потрапили                  | Не потрапили                  |

## Фристайл
Скікрос
| Спортсмен       | Дисципліна      | № Посіву | № Посіву | 1/8 фіналу | Чвертьфінал  | Півфінал     | Фінал        | Фінал |
| Спортсмен       | Дисципліна      | Час      | Місце    | Місце      | Місце        | Місце        | Місце        | Місце |
| --------------- | --------------- | -------- | -------- | ---------- | ------------ | ------------ | ------------ | ----- |
| Ніколь Кучерова | Скікрос (жінки) | 1:21.96  | 23       | 3          | Не потрапила | Не потрапила | Не потрапила | 23    |

## Хокей
Підсумок
Легенда:
- OT – Додатковий час
- GWS – Пробиттям булітів

| Збірна                | Дисципліна       | Груповий етап    | Груповий етап       | Груповий етап    | Груповий етап    | Груповий етап | Кваліфікаційний плейофf | Чвертьфінал      | Півфінал         | Фінал / БМ       | Фінал / БМ |
| Збірна                | Дисципліна       | Суперник Рахунок | Суперник Рахунок    | Суперник Рахунок | Суперник Рахунок | Місце         | Суперник Рахунок        | Суперник Рахунок | Суперник Рахунок | Суперник Рахунок | Місце      |
| --------------------- | ---------------- | ---------------- | ------------------- | ---------------- | ---------------- | ------------- | ----------------------- | ---------------- | ---------------- | ---------------- | ---------- |
| Чоловіча збірна Чехії | Чоловічий турнір | Данія L 1–2      | Швейцарія W 2–1 GWS | Росія W 6–5 GWS  | Н/Д              | 3             | Швейцарія L 2–4         | Не потрапили     | Не потрапили     | Не потрапили     | 9          |
| Жіноча збірна Чехії   | Жіночий турнір   | Китай W 3–1      | Швеція W 3–1        | Данія L 2–3      | Японія L 2–3 GWS | 2 Q           | Н/Д                     | США L 1–4        | Не потрапили     | Не потрапили     | 7          |

Від Чехії на Ігри кваліфікувалися чоловіча збірна (25 хокеїстів) і жіноча збірна (23 хокеїстки).

### Чоловічий турнір
Збірна Чехії з хокею із шайбою кваліфікувалася завдяки своєму 5-му місцю в Світовому рейтингу ІІХФ 2019.
Склад збірної
Склад збірної оголошено 13 січня 2022 року.
Головний тренер: Філіп Пешан
| №  | Поз. | Ім'я             | Зріст  | Вага  | Дата народження                 | Команда                  |
| -- | ---- | ---------------- | ------ | ----- | ------------------------------- | ------------------------ |
| 5  | З    | Якуб Єржабек     | 1,80 м | 88 кг | 12 травня 1991 (вік 30 років)   | Спартак Москва           |
| 9  | З    | Давід Скленічка  | 1,80 м | 82 кг | 8 вересня 1996 (вік 25 років)   | Йокеріт                  |
| 10 | Н    | Роман Червенка   | 1,82 м | 89 кг | 10 грудня 1985 (вік 36 років)   | Рапперсвіль-Йона Лейкерс |
| 17 | Н    | Владімір Соботка | 1,80 м | 89 кг | 2 липня 1987 (вік 34 роки)      | Спарта Прага             |
| 20 | Н    | Гинек Зогорна    | 1,88 м | 94 кг | 1 серпня 1990 (вік 31 рік)      | ІК Оскарсгамн            |
| 25 | Н    | Радан Ленц       | 1,80 м | 79 кг | 30 липня 1991 (вік 30 років)    | Амур                     |
| 26 | Н    | Міхал Ржепік     | 1,79 м | 86 кг | 31 грудня 1988 (вік 33 роки)    | Спарта Прага             |
| 30 | В    | Шимон Грубець    | 1,86 м | 83 кг | 30 червня 1991 (вік 30 років)   | Авангард                 |
| 31 | З    | Лукаш Клок       | 1,85 м | 85 кг | 7 червня 1995 (вік 26 років)    | Нафтохімік               |
| 35 | В    | Роман Вілл       | 1,80 м | 85 кг | 22 травня 1992 (вік 29 років)   | Трактор                  |
| 37 | В    | Патрік Бартошак  | 1,85 м | 90 кг | 29 березня 1993 (вік 28 років)  | Амур                     |
| 38 | Н    | Томаш Гика       | 1,80 м | 84 кг | 23 березня 1993 (вік 28 років)  | Трактор                  |
| 43 | Н    | Ян Коварж        | 1,81 м | 98 кг | 20 березня 1990 (вік 31 рік)    | Цуг                      |
| 44 | Н    | Матей Странський | 1,91 м | 93 кг | 11 липня 1993 (вік 28 років)    | Давос                    |
| 45 | Н    | Лукаш Седлак     | 1,82 м | 96 кг | 25 лютого 1993 (вік 28 років)   | Трактор                  |
| 46 | Н    | Давід Крейчі     | 1,83 м | 85 кг | 28 квітня 1986 (вік 35 років)   | HC Olomouc               |
| 52 | Н    | Міхаел Шпачек    | 1,80 м | 85 кг | 9 квітня 1997 (вік 24 роки)     | Фрелунда                 |
| 65 | З    | Войтех Мозік     | 1,90 м | 91 кг | 26 грудня 1992 (вік 29 років)   | Адмірал Владивосток      |
| 67 | Н    | Їржі Смейкал     | 1,89 м | 83 кг | 5 листопада 1996 (вік 25 років) | Lahti Pelicans           |
| 79 | Н    | Томаш Зогорна    | 1,85 м | 95 кг | 3 січня 1988 (вік 34 роки)      | ІК Оскарсгамн            |
| 84 | З    | Томаш Кундратек  | 1,87 м | 91 кг | 26 грудня 1989 (вік 32 роки)    | Оцеларжи                 |
| 88 | З    | Лібор Шулак      | 1,89 м | 86 кг | 4 березня 1994 (вік 27 років)   | Адмірал Владивосток      |
|    | З    | Рональд Кнот     | 1,93 м | 95 кг | 3 серпня 1994 (вік 27 років)    | Нафтохімік               |
|    | Н    | Міхаел Фролик    | 1,85 м | 86 кг | 17 лютого 1988 (вік 33 роки)    | Лозанна                  |

Груповий етап
| Поз | Команда   | М | В | ВО | ПО | П | ГЗ | ГП | Різ | О | Кваліфікація           |
| --- | --------- | - | - | -- | -- | - | -- | -- | --- | - | ---------------------- |
| 1   | ОКР       | 3 | 2 | 0  | 1  | 0 | 8  | 6  | +2  | 7 | Чвертьфінали           |
| 2   | Данія     | 3 | 2 | 0  | 0  | 1 | 7  | 6  | +1  | 6 | Кваліфікаційний плейоф |
| 3   | Чехія     | 3 | 0 | 2  | 0  | 1 | 9  | 8  | +1  | 4 | Кваліфікаційний плейоф |
| 4   | Швейцарія | 3 | 0 | 0  | 1  | 2 | 4  | 8  | −4  | 1 | Кваліфікаційний плейоф |

| 9 лютого 2022 21:10 v | Чехія | 1–2 (0–2, 1–0, 0–0) | Данія | Державний палац спорту Пекіна (Пекін) 891 глядачів |

| звіт                      | звіт            | звіт                                     | звіт          | звіт                                                                              |
| ------------------------- | --------------- | ---------------------------------------- | ------------- | --------------------------------------------------------------------------------- |
|                           |                 |                                          |               |                                                                                   |
|                           | Шимон Грубець   | Воротарі                                 | Себастьян Дам | Судді: Олівер Гуен Міхаель Черріг Лінійні Судді: Людвіг Лундгрен Лаурі Нікулайнен |
|                           | голи:           |                                          |               | Судді: Олівер Гуен Міхаель Черріг Лінійні Судді: Людвіг Лундгрен Лаурі Нікулайнен |
| Червенка (Коварж) – 23:45 | 0–1 / 0–2 / 1–2 | 11:21 – Лаурідсен / 17:23 – Нільсен (PS) |               | Судді: Олівер Гуен Міхаель Черріг Лінійні Судді: Людвіг Лундгрен Лаурі Нікулайнен |
|                           |                 |                                          |               | Судді: Олівер Гуен Міхаель Черріг Лінійні Судді: Людвіг Лундгрен Лаурі Нікулайнен |
|                           |                 |                                          |               | Судді: Олівер Гуен Міхаель Черріг Лінійні Судді: Людвіг Лундгрен Лаурі Нікулайнен |
|                           |                 |                                          |               | Судді: Олівер Гуен Міхаель Черріг Лінійні Судді: Людвіг Лундгрен Лаурі Нікулайнен |
| 2 хв                      | Штраф           | 6 хв                                     |               | Судді: Олівер Гуен Міхаель Черріг Лінійні Судді: Людвіг Лундгрен Лаурі Нікулайнен |
|                           |                 |                                          |               |                                                                                   |
|                           | 40              | кидки                                    | 17            |                                                                                   |

| 11 лютого 2022 16:40 v | Чехія | 2–1 GWS (1–1, 0–0, 0–0) (OT: 0–0) (SO: 1–0) | Швейцарія | Державний палац спорту Пекіна (Пекін) 834 глядачів |

| звіт                            | звіт          | звіт                           | звіт             | звіт                                                                             |
| ------------------------------- | ------------- | ------------------------------ | ---------------- | -------------------------------------------------------------------------------- |
|                                 |               |                                |                  |                                                                                  |
|                                 | Шимон Грубець | Воротарі                       | Леонардо Дженоні | Судді: Андріс Ансонс Ендрю Бруггемен Лінійні Судді: Гліб Лазарєв Дастін Маккренк |
|                                 | голи:         |                                |                  | Судді: Андріс Ансонс Ендрю Бруггемен Лінійні Судді: Гліб Лазарєв Дастін Маккренк |
| Смейкал (Клок, Зогорна) – 04:33 | 1–0 / 1–1     | 08:34 – Гаас (Андрігетто) (PP) |                  | Судді: Андріс Ансонс Ендрю Бруггемен Лінійні Судді: Гліб Лазарєв Дастін Маккренк |
|                                 |               |                                |                  | Судді: Андріс Ансонс Ендрю Бруггемен Лінійні Судді: Гліб Лазарєв Дастін Маккренк |
|                                 |               |                                |                  | Судді: Андріс Ансонс Ендрю Бруггемен Лінійні Судді: Гліб Лазарєв Дастін Маккренк |
|                                 |               |                                |                  | Судді: Андріс Ансонс Ендрю Бруггемен Лінійні Судді: Гліб Лазарєв Дастін Маккренк |
| 10 хв                           | Штраф         | 4 хв                           |                  | Судді: Андріс Ансонс Ендрю Бруггемен Лінійні Судді: Гліб Лазарєв Дастін Маккренк |
|                                 |               |                                |                  |                                                                                  |
|                                 | 36            | кидки                          | 25               |                                                                                  |

| 12 лютого 2022 21:10 v | ОКР | 5–6 (OT) | Чехія | Державний палац спорту Пекіна (Пекін) |

| звіт                             | звіт         | звіт                                          | звіт          | звіт                                                                                |
| -------------------------------- | ------------ | --------------------------------------------- | ------------- | ----------------------------------------------------------------------------------- |
|                                  |              |                                               |               |                                                                                     |
|                                  | Іван Федотов | Воротарі                                      | Шимон Грубець | Судді: Мікко Каукокарі Мікаель Норд Лінійні Судді: Людвіг Лундгрен Лаурі Нікулайнен |
|                                  | голи:        |                                               |               | Судді: Мікко Каукокарі Мікаель Норд Лінійні Судді: Людвіг Лундгрен Лаурі Нікулайнен |
| Ткачов (Гусєв, Нестеров) – 04:51 | 1–0 / 1–1    | 12:37 – Кундратек (Червенка, Странський) (PP) |               | Судді: Мікко Каукокарі Мікаель Норд Лінійні Судді: Людвіг Лундгрен Лаурі Нікулайнен |
|                                  |              |                                               |               | Судді: Мікко Каукокарі Мікаель Норд Лінійні Судді: Людвіг Лундгрен Лаурі Нікулайнен |
|                                  |              |                                               |               | Судді: Мікко Каукокарі Мікаель Норд Лінійні Судді: Людвіг Лундгрен Лаурі Нікулайнен |
|                                  |              |                                               |               | Судді: Мікко Каукокарі Мікаель Норд Лінійні Судді: Людвіг Лундгрен Лаурі Нікулайнен |
|                                  |              |                                               |               | Судді: Мікко Каукокарі Мікаель Норд Лінійні Судді: Людвіг Лундгрен Лаурі Нікулайнен |
|                                  |              |                                               |               |                                                                                     |

Плейоф
| 15 лютого 2022 16:40 v | Чехія | 2–4 (1–2, 0–1, 1–1) | Швейцарія | Державний палац спорту Пекіна (Пекін) 990 глядачів |

| звіт                                                                       | звіт                              | звіт | звіт             | звіт                                                                                  |
| -------------------------------------------------------------------------- | --------------------------------- | --- | ---------------- | ------------------------------------------------------------------------------------- |
|                                                                            |                                   | |                  |                                                                                       |
|                                                                            | Шимон Грубець                     | Воротарі | Леонардо Дженоні | Судді: Роман Гофман Мікко Каукокарі Лінійні Судді: Людвіг Лундгрен Андреас Мальмквіст |
|                                                                            | голи:                             | |                  | Судді: Роман Гофман Мікко Каукокарі Лінійні Судді: Людвіг Лундгрен Андреас Мальмквіст |
| Клок (Кнот, Червенка) – 10:08 / Червенка (Крейчі, Коварж) (PP, EA) – 55:59 | 1–0 / 1–1 / 1–2 / 1–3 / 1–4 / 2–4 | 14:59 – Амбюль (Тюркауф, Корві) (PP) / 15:12 – Мотте (Голленштайн, Діас) / 29:53 – Мальгін (Алатало, Андрігетто) (PP) / 54:57 – Діас (Андрігетто, Герцоґ) |                  | Судді: Роман Гофман Мікко Каукокарі Лінійні Судді: Людвіг Лундгрен Андреас Мальмквіст |
|                                                                            |                                   | |                  | Судді: Роман Гофман Мікко Каукокарі Лінійні Судді: Людвіг Лундгрен Андреас Мальмквіст |
|                                                                            |                                   | |                  | Судді: Роман Гофман Мікко Каукокарі Лінійні Судді: Людвіг Лундгрен Андреас Мальмквіст |
|                                                                            |                                   | |                  | Судді: Роман Гофман Мікко Каукокарі Лінійні Судді: Людвіг Лундгрен Андреас Мальмквіст |
| 6 хв                                                                       | Штраф                             | 4 хв |                  | Судді: Роман Гофман Мікко Каукокарі Лінійні Судді: Людвіг Лундгрен Андреас Мальмквіст |
|                                                                            |                                   | |                  |                                                                                       |
|                                                                            | 33                                | кидки | 18               |                                                                                       |

### Жіночий турнір
Жіноча збірна Чехії з хокею із шайбою кваліфікувалась на Ігри, вигравши фінальний кваліфікаційний турнір.
Склад збірної
Склад збірної оголошено 13 січня 2022 року.
Головний тренер: Томаш Паціна
| №  | Поз. | Ім'я                 | Зріст  | Вага  | Дата народження                  | Клуб                       |
| -- | ---- | -------------------- | ------ | ----- | -------------------------------- | -------------------------- |
| 1  | В    | Вікторіє Швейдова    | 1,68 м | 65 кг | 24 червня 2002 (вік 19 років)    | МОДО                       |
| 2  | З    | Анета Тейралова      | 1,64 м | 53 кг | 4 січня 1996 (вік 26 років)      | СКІФ (хокейний клуб)       |
| 4  | З    | Даніела Пейшова      | 1,73 м | 73 кг | 14 серпня 2002 (вік 19 років)    | Modo Hockey                |
| 5  | З    | Саманта Коловратова  | 1,70 м | 71 кг | 12 липня 1996 (вік 25 років)     | Brynäs IF                  |
| 7  | Н    | Ленка Сердар         | 1,72 м | 63 кг | 21 липня 1997 (вік 24 роки)      | Linköping HC               |
| 9  | Н    | Алена Міллс – C      | 1,73 м | 80 кг | 9 червня 1990 (вік 31 рік)       | KRS Vanke Rays             |
| 10 | Н    | Деніса Кршишова      | 1,65 м | 68 кг | 3 листопада 1994 (вік 27 років)  | Brynäs IF                  |
| 12 | Н    | Клара Гимларова      | 1,62 м | 67 кг | 27 лютого 1999 (вік 22 роки)     | St. Cloud State Huskies    |
| 14 | З    | Домініка Ласкова     | 1,64 м | 71 кг | 20 грудня 1996 (вік 25 років)    | Merrimack Warriors         |
| 15 | Н    | Анета Ледлова        | 1,68 м | 76 кг | 31 грудня 1996 (вік 25 років)    | SK Trhači Kadaň            |
| 16 | Н    | Катержина Мражова    | 1,63 м | 64 кг | 19 жовтня 1992 (вік 29 років)    | Brynäs IF                  |
| 17 | З    | Павліна Горалкова    | 1,66 м | 61 кг | 24 травня 1991 (вік 30 років)    | Biryusa Krasnoyarsk        |
| 18 | Н    | Міхаела Пейжлова     | 1,70 м | 66 кг | 4 червня 1997 (вік 24 роки)      | Stadin Gimmat              |
| 19 | Н    | Наталі Млинкова      | 1,61 м | 63 кг | 24 травня 2001 (вік 20 років)    | Vermont Catamounts         |
| 21 | Н    | Тереза Ванішова      | 1,70 м | 64 кг | 30 січня 1996 (вік 26 років)     | Leksands IF                |
| 23 | Н    | Катержина Букольська | 1,70 м | 70 кг | 6 березня 1997 (вік 24 роки)     | Leksands IF                |
| 24 | З    | Сара Чаянова         | 1,68 м | 63 кг | 10 грудня 2002 (вік 19 років)    | HC Bobři Valašské Meziříčí |
| 25 | Н    | Крістіна Паткова     | 1,67 м | 69 кг | 17 червня 1998 (вік 23 роки)     | Vermont Catamounts         |
| 26 | Н    | Вендула Пршибилова   | 1,71 м | 78 кг | 23 березня 1996 (вік 25 років)   | AIK IF                     |
| 27 | З    | Тереза Радова        | 1,72 м | 73 кг | 22 листопада 2001 (вік 20 років) | Göteborg HC                |
| 28 | Н    | Ноемі Нойбауерова    | 1,73 м | 69 кг | 15 грудня 1999 (вік 22 роки)     | Colgate Raiders            |
| 29 | В    | Клара Песларова      | 1,64 м | 63 кг | 23 листопада 1996 (вік 25 років) | МОДО                       |
| 30 | В    | Катержина Зеховська  | 1,65 м | 78 кг | 4 листопада 1998 (вік 23 роки)   | HC Draci Bílina            |

Груповий етап
| Поз | Команда   | М | В | ВО | ПО | П | ГЗ | ГП | Різ | О | Кваліфікація     |
| --- | --------- | - | - | -- | -- | - | -- | -- | --- | - | ---------------- |
| 1   | Японія    | 4 | 2 | 1  | 1  | 0 | 13 | 7  | +6  | 9 | Чвертьфіналістки |
| 2   | Чехія     | 4 | 2 | 0  | 1  | 1 | 10 | 8  | +2  | 7 | Чвертьфіналістки |
| 3   | Швеція    | 4 | 2 | 0  | 0  | 2 | 7  | 8  | −1  | 6 | Чвертьфіналістки |
| 4   | Данія     | 4 | 1 | 0  | 0  | 3 | 7  | 14 | −7  | 3 | Вибули           |
| 5   | Китай (H) | 4 | 1 | 1  | 0  | 2 | 7  | 7  | 0   | 5 | Вибули           |

| 3 лютого 2022 12:10 v | Чехія | 3–1 (1–0, 1–1, 1–0) | Китай | Арена Укесон (Пекін) 499 глядачів |

| звіт | звіт                  | звіт                            | звіт     | звіт                                                                      |
| --- | --------------------- | ------------------------------- | -------- | ------------------------------------------------------------------------- |
| |                       |                                 |          |                                                                           |
| | Клара Песларова       | Воротарі                        | Чень Тія | Судді: Тіяна Гак Анніїна Нурмі Лінійні Судді: Анна Гаммар Юлія Кайнберґер |
| | голи:                 |                                 |          | Судді: Тіяна Гак Анніїна Нурмі Лінійні Судді: Анна Гаммар Юлія Кайнберґер |
| Радова (Ванішова, Мражова) – 10:38 / Кршишова (Нойбауерова, Чаянова) – 23:57 / Пейжлова (Горалкова) – 46:27 | 1–0 / 2–0 / 2–1 / 3–1 | 29:02 – Мі (Лінь, Ван Ют.) (PP) |          | Судді: Тіяна Гак Анніїна Нурмі Лінійні Судді: Анна Гаммар Юлія Кайнберґер |
| |                       |                                 |          | Судді: Тіяна Гак Анніїна Нурмі Лінійні Судді: Анна Гаммар Юлія Кайнберґер |
| |                       |                                 |          | Судді: Тіяна Гак Анніїна Нурмі Лінійні Судді: Анна Гаммар Юлія Кайнберґер |
| |                       |                                 |          | Судді: Тіяна Гак Анніїна Нурмі Лінійні Судді: Анна Гаммар Юлія Кайнберґер |
| 4 хв | Штраф                 | 6 хв                            |          | Судді: Тіяна Гак Анніїна Нурмі Лінійні Судді: Анна Гаммар Юлія Кайнберґер |
| |                       |                                 |          |                                                                           |
| | 36                    | кидки                           | 14       |                                                                           |

| 5 лютого 2022 16:40 v | Чехія | 3–1 (1–0, 1–1, 1–0) | Швеція | Державний палац спорту Пекіна (Пекін) 438 глядачів |

| звіт                                                         | звіт                  | звіт                                      | звіт           | звіт                                                                             |
| ------------------------------------------------------------ | --------------------- | ----------------------------------------- | -------------- | -------------------------------------------------------------------------------- |
|                                                              |                       |                                           |                |                                                                                  |
|                                                              | Клара Песларова       | Воротарі                                  | Емма Седерберґ | Судді: Сіанна Ліфферс Елізабет Манта Лінійні Судді: Діана Мохова Жаклін Спрессер |
|                                                              | голи:                 |                                           |                | Судді: Сіанна Ліфферс Елізабет Манта Лінійні Судді: Діана Мохова Жаклін Спрессер |
| Ванішова – 18:23 / Гимларова (SH) – 33:56 / Ванішова – 54:03 | 1–0 / 2–0 / 2–1 / 3–1 | 39:16 – Мерен (Лін. Юганссон, Адольфссон) |                | Судді: Сіанна Ліфферс Елізабет Манта Лінійні Судді: Діана Мохова Жаклін Спрессер |
|                                                              |                       |                                           |                | Судді: Сіанна Ліфферс Елізабет Манта Лінійні Судді: Діана Мохова Жаклін Спрессер |
|                                                              |                       |                                           |                | Судді: Сіанна Ліфферс Елізабет Манта Лінійні Судді: Діана Мохова Жаклін Спрессер |
|                                                              |                       |                                           |                | Судді: Сіанна Ліфферс Елізабет Манта Лінійні Судді: Діана Мохова Жаклін Спрессер |
| 12 хв                                                        | Штраф                 | 8 хв                                      |                | Судді: Сіанна Ліфферс Елізабет Манта Лінійні Судді: Діана Мохова Жаклін Спрессер |
|                                                              |                       |                                           |                |                                                                                  |
|                                                              | 46                    | кидки                                     | 28             |                                                                                  |

| 7 лютого 2022 16:40 v | Данія | 3–2 (1–1, 1–1, 1–0) | Чехія | Арена Укесон (Пекін) 637 глядачів |

| звіт                                                                   | звіт                        | звіт                                                              | звіт              | звіт                                                                    |
| ---------------------------------------------------------------------- | --------------------------- | ----------------------------------------------------------------- | ----------------- | ----------------------------------------------------------------------- |
|                                                                        |                             |                                                                   |                   |                                                                         |
|                                                                        | Кассандра Репсток-Ромме     | Воротарі                                                          | Вікторіє Швейдова | Судді: Марія Фурберґ Лейсі Сенюк Лінійні Судді: Алекс Кларк Сара Стронґ |
|                                                                        | голи:                       |                                                                   |                   | Судді: Марія Фурберґ Лейсі Сенюк Лінійні Судді: Алекс Кларк Сара Стронґ |
| Якобсен – 09:14 / Вайс – 24:28 / Ґлуд (Якобсен, Н. Єнсен) (PP) – 40:49 | 0–1 / 1–1 / 1–2 / 2–2 / 3–2 | 05:48 – Тейралова (Кршишова) / 23:01 – Мражова (Радова, Ванішова) |                   | Судді: Марія Фурберґ Лейсі Сенюк Лінійні Судді: Алекс Кларк Сара Стронґ |
|                                                                        |                             |                                                                   |                   | Судді: Марія Фурберґ Лейсі Сенюк Лінійні Судді: Алекс Кларк Сара Стронґ |
|                                                                        |                             |                                                                   |                   | Судді: Марія Фурберґ Лейсі Сенюк Лінійні Судді: Алекс Кларк Сара Стронґ |
|                                                                        |                             |                                                                   |                   | Судді: Марія Фурберґ Лейсі Сенюк Лінійні Судді: Алекс Кларк Сара Стронґ |
| 12 хв                                                                  | Штраф                       | 8 хв                                                              |                   | Судді: Марія Фурберґ Лейсі Сенюк Лінійні Судді: Алекс Кларк Сара Стронґ |
|                                                                        |                             |                                                                   |                   |                                                                         |
|                                                                        | 17                          | кидки                                                             | 32                |                                                                         |

| 8 лютого 2022 16:40 v | Японія | 3–2 GWS (1–0, 0–1, 1–1) (OT: 0–0) (SO: 1–0) | Чехія | Арена Укесон (Пекін) 638 глядачів |

| звіт                                                                            | звіт                  | звіт                                           | звіт            | звіт                                                                        |
| ------------------------------------------------------------------------------- | --------------------- | ---------------------------------------------- | --------------- | --------------------------------------------------------------------------- |
|                                                                                 |                       |                                                |                 |                                                                             |
|                                                                                 | Нана Фудзімото        | Воротарі                                       | Клара Песларова | Судді: Дарія Абросимова Дарія Єрмак Лінійні Судді: Ліза Лінек Ліннея Сайніо |
|                                                                                 | голи:                 |                                                |                 | Судді: Дарія Абросимова Дарія Єрмак Лінійні Судді: Ліза Лінек Ліннея Сайніо |
| Х. Токо (Ao. Сіґа, А. Токо) (PP) – 04:00 / Х. Токо (Кубо, А. Токо) (PP) – 40:23 | 1–0 / 1–1 / 2–1 / 2–2 | 26:09 – Кршишова (Ванішова) / 45:53 – Млинкова |                 | Судді: Дарія Абросимова Дарія Єрмак Лінійні Судді: Ліза Лінек Ліннея Сайніо |
|                                                                                 |                       |                                                |                 | Судді: Дарія Абросимова Дарія Єрмак Лінійні Судді: Ліза Лінек Ліннея Сайніо |
|                                                                                 |                       |                                                |                 | Судді: Дарія Абросимова Дарія Єрмак Лінійні Судді: Ліза Лінек Ліннея Сайніо |
|                                                                                 |                       |                                                |                 | Судді: Дарія Абросимова Дарія Єрмак Лінійні Судді: Ліза Лінек Ліннея Сайніо |
| 6 хв                                                                            | Штраф                 | 10 хв                                          |                 | Судді: Дарія Абросимова Дарія Єрмак Лінійні Судді: Ліза Лінек Ліннея Сайніо |
|                                                                                 |                       |                                                |                 |                                                                             |
|                                                                                 | 25                    | кидки                                          | 38              |                                                                             |

Чвертьфінали
| 11 лютого 2022 12:10 v | США | 4–1 (0–0, 1–1, 3–0) | Чехія | Арена Укесон (Пекін) 636 глядачів |

| звіт | звіт                        | звіт                                  | звіт            | звіт                                                                         |
| --- | --------------------------- | ------------------------------------- | --------------- | ---------------------------------------------------------------------------- |
| |                             |                                       |                 |                                                                              |
| | Алекс Кавалліні             | Воротарі                              | Клара Песларова | Судді: Елізабет Манта Анніїна Нурмі Лінійні Судді: Анна Гаммар Кендалл Генлі |
| | голи:                       |                                       |                 | Судді: Елізабет Манта Анніїна Нурмі Лінійні Судді: Анна Гаммар Кендалл Генлі |
| Найт (Койн-Скофілд) – 25:47 / Стеклін (Паннек, Келлер) – 46:49 / Гермон (Брандт, Найт) (PP) – 56:51 / Койн-Скофілд (Келлер) (ENG) – 59:54 | 0–1 / 1–1 / 2–1 / 3–1 / 4–1 | 24:59 – Пейжлова (Ванішова, Кршишова) |                 | Судді: Елізабет Манта Анніїна Нурмі Лінійні Судді: Анна Гаммар Кендалл Генлі |
| |                             |                                       |                 | Судді: Елізабет Манта Анніїна Нурмі Лінійні Судді: Анна Гаммар Кендалл Генлі |
| |                             |                                       |                 | Судді: Елізабет Манта Анніїна Нурмі Лінійні Судді: Анна Гаммар Кендалл Генлі |
| |                             |                                       |                 | Судді: Елізабет Манта Анніїна Нурмі Лінійні Судді: Анна Гаммар Кендалл Генлі |
| 11 хв | Штраф                       | 10 хв                                 |                 | Судді: Елізабет Манта Анніїна Нурмі Лінійні Судді: Анна Гаммар Кендалл Генлі |
| |                             |                                       |                 |                                                                              |
| | 59                          | кидки                                 | 6               |                                                                              |

## Санний спорт
| Спортсмен                    | Дисципліна                | 1-й заїзд | 1-й заїзд | 2-й заїзд | 2-й заїзд | 3-й заїзд | 3-й заїзд | 4-й заїзд    | 4-й заїзд    | Сума     | Сума  |
| Спортсмен                    | Дисципліна                | Час       | Місце     | Час       | Місце     | Час       | Місце     | Час          | Місце        | Час      | Місце |
| ---------------------------- | ------------------------- | --------- | --------- | --------- | --------- | --------- | --------- | ------------ | ------------ | -------- | ----- |
| Міхал Лейшек                 | Одномісні сани (чоловіки) | 59.542    | 28        | 59.945    | 31        | 1:00.080  | 32        | Не потрапив  | Не потрапив  | 2:59.567 | 30    |
| Зденек Пекний Філіп Вейделек | Двомісні сани             | 1:00.248  | 16        | 59.869    | 14        | Н/Д       | Н/Д       | Н/Д          | Н/Д          | 2:00.117 | 16    |
| Анна Чежикова                | Одномісні сани (жінки)    | 1:00.392  | 28        | 1:01.169  | 30        | 1:00.101  | 29        | Не потрапила | Не потрапила | 3:01.662 | 30    |

Естафета змішаних команд
| Спортсмен                                               | Дисципліна | 1-й заїзд | 1-й заїзд | 2-й заїзд | 2-й заїзд | 3-й заїзд | 3-й заїзд | Сума     | Сума  |
| Спортсмен                                               | Дисципліна | Час       | Місце     | Час       | Місце     | Час       | Місце     | Час      | Місце |
| ------------------------------------------------------- | ---------- | --------- | --------- | --------- | --------- | --------- | --------- | -------- | ----- |
| Анна Чежикова Міхал Лейшек Зденек Пекний Філіп Вейделек | Естафета   | 1:01.852  | 12        | 1:03.545  | 12        | 1:04.159  | 11        | 3:09.556 | 10    |

## Лижне двоборство
Від Чехії на Ігри кваліфікувалися 4 спортсмени:
| Спортсмен                                         | Дисципліна                                 | Стрибки з трампліна | Стрибки з трампліна | Стрибки з трампліна | Лижні перегони | Лижні перегони | Загалом | Загалом |
| Спортсмен                                         | Дисципліна                                 | Відстань            | Бали                | Місце               | Час            | Місце          | Час     | Місце   |
| ------------------------------------------------- | ------------------------------------------ | ------------------- | ------------------- | ------------------- | -------------- | -------------- | ------- | ------- |
| Лукаш Данек                                       | Нормальний трамплін/10 км                  | 97.0                | 98.2                | 25                  | 25:22.8        | 22             | 27:41.8 | 21      |
| Лукаш Данек                                       | Великий трамплін/10 км                     | 117.0               | 86.1                | 31                  | 27:32.3        | 30             | 31:07.3 | 30      |
| Ондржей Пажут                                     | Нормальний трамплін/10 км                  | 96.0                | 99.9                | 22                  | 26:19.4        | 30             | 28:31.4 | 29      |
| Ондржей Пажут                                     | Великий трамплін/10 км                     | 123.5               | 99.0                | 20                  | 27:46.7        | 35             | 30:29.7 | 29      |
| Томаш Портик                                      | Нормальний трамплін/10 км                  | 97.0                | 110.8               | 13                  | 25:47.4        | 26             | 27:16.4 | 20      |
| Томаш Портик                                      | Великий трамплін/10 км                     | 128.0               | 97.8                | 22                  | 27:32.6        | 31             | 30:20.6 | 27      |
| Ян Витрвал                                        | Нормальний трамплін/10 км                  | 92.5                | 93.5                | 29                  | 25:26.7        | 24             | 28:04.7 | 26      |
| Ян Витрвал                                        | Великий трамплін/10 км                     | 125.0               | 97.0                | 23                  | 26:26.1        | 14             | 29:17.1 | 18      |
| Лукаш Данек Ондржей Пажут Томаш Портик Ян Витрвал | Великий трамплін, командна першість/4×5 km | 493.5               | 403.7               | 6                   | 51:34.6        | 7              | 53:10.6 | 7       |

## Шорт-трек
| Спортсменка     | Дисципліна          | Попередній заїзд | Попередній заїзд | Чвертьфінал  | Чвертьфінал  | Півфінал     | Півфінал     | Фінал        | Фінал |
| Спортсменка     | Дисципліна          | Час              | Місце            | Час          | Місце        | Час          | Місце        | Час          | Місце |
| --------------- | ------------------- | ---------------- | ---------------- | ------------ | ------------ | ------------ | ------------ | ------------ | ----- |
| Міхаела Грузова | 500 метрів (жінки)  | 45.060           | 3                | Не потрапила | Не потрапила | Не потрапила | Не потрапила | Не потрапила | 24    |
| Міхаела Грузова | 1500 метрів (жінки) | Н/Д              | Н/Д              | 2:21.278     | 4 q          | 2:21.386     | 4 FB         | 2:46.664     | 14    |

## Скелетон
Завдяки місцю в світовому рейтингу, від Чехії на Ігри кваліфікувалася одна скелетоністка.
| Спортсмен         | Дисципліна | 1-й заїзд | 1-й заїзд | 2-й заїзд | 2-й заїзд | 3-й заїзд | 3-й заїзд | 4-й заїзд | 4-й заїзд | Сума    | Сума  |
| Спортсмен         | Дисципліна | Час       | Місце     | Час       | Місце     | Час       | Місце     | Час       | Місце     | Час     | Місце |
| ----------------- | ---------- | --------- | --------- | --------- | --------- | --------- | --------- | --------- | --------- | ------- | ----- |
| Анна Фернштедтова | Жінки      | 1:02.35   | 6         | 1:02.44   | 6         | 1:02.27   | 10        | 1:02.26   | 6         | 4:09.32 | 7     |

## Стрибки з трампліна
Від Чехії на Ігри кваліфікувалися 5 стрибунів з трампліна 3 стрибунки з трампліна:
Чоловіки
| Спортсмен                                                   | Дисципліна                          | Кваліфікація | Кваліфікація | Кваліфікація | Перший раунд | Перший раунд | Перший раунд | Фінал        | Фінал        | Фінал        | Загалом      | Загалом      |
| Спортсмен                                                   | Дисципліна                          | Відстань     | Бали         | Місце        | Відстань     | Бали         | Місце        | Відстань     | Бали         | Місце        | Бали         | Місце        |
| ----------------------------------------------------------- | ----------------------------------- | ------------ | ------------ | ------------ | ------------ | ------------ | ------------ | ------------ | ------------ | ------------ | ------------ | ------------ |
| Роман Коуделька                                             | Нормальний трамплін                 | 93.5         | 93.4         | 19 Q         | 102.0        | 130.4        | 11           | 97.5         | 119.1        | 22           | 249.5        | 18           |
| Честмир Кожішек                                             | Нормальний трамплін                 | 93.0         | 91.4         | 22 Q         | 100.0        | 119.3        | 30           | 85.0         | 92.6         | 29           | 211.9        | 29           |
| Філіп Сакала                                                | Нормальний трамплін                 | 67.5         | 39.2         | 51           | Не потрапив  | Не потрапив  | Не потрапив  | Не потрапив  | Не потрапив  | Не потрапив  | Не потрапив  | Не потрапив  |
| Роман Коуделька                                             | Великий трамплін                    | 109.0        | 79.5         | 48 Q         | 124.0        | 108.7        | 41           | Не потрапив  | Не потрапив  | Не потрапив  | Не потрапив  | Не потрапив  |
| Честмир Кожішек                                             | Великий трамплін                    | 126.0        | 107.8        | 25 Q         | 122.5        | 108.1        | 42           | Не потрапив  | Не потрапив  | Не потрапив  | Не потрапив  | Не потрапив  |
| Радек Ридль                                                 | Великий трамплін                    | 105.0        | 74.5         | 50 Q         | 118.5        | 96.7         | 47           | Не потрапив  | Не потрапив  | Не потрапив  | Не потрапив  | Не потрапив  |
| Філіп Сакала                                                | Великий трамплін                    | 110.5        | 84.3         | 45 Q         | 116.0        | 93.1         | 48           | Не потрапив  | Не потрапив  | Не потрапив  | Не потрапив  | Не потрапив  |
| Роман Коуделька Честмир Кожішек Віктор Полашек Філіп Сакала | Великий трамплін, командна першість | Н/Д          | Н/Д          | Н/Д          | 425.5        | 279.5        | 9            | Не потрапили | Не потрапили | Не потрапили | Не потрапили | Не потрапили |

Жінки
| Спортсменка         | Дисципліна          | Перший раунд | Перший раунд | Перший раунд | Фінал        | Фінал        | Фінал        | Загалом | Загалом |
| Спортсменка         | Дисципліна          | Відстань     | Бали         | Місце        | Відстань     | Бали         | Місце        | Бали    | Місце   |
| ------------------- | ------------------- | ------------ | ------------ | ------------ | ------------ | ------------ | ------------ | ------- | ------- |
| Анежка Індрачкова   | Нормальний трамплін | 79.0         | 62.8         | 29 Q         | 72.5         | 60.5         | 28           | 123.3   | 30      |
| Кароліна Індрачкова | Нормальний трамплін | 82.0         | 77.4         | 24 Q         | 65.0         | 53.3         | 30           | 130.7   | 28      |
| Клара Ульріхова     | Нормальний трамплін | 70.5         | 48.2         | 33           | Не потрапила | Не потрапила | Не потрапила | 48.2    | 33      |

Змішані
| Спортсмени                                                          | Дисципліна                            | Перший раунд | Перший раунд | Перший раунд | Фінал    | Фінал | Фінал | Загалом | Загалом |
| Спортсмени                                                          | Дисципліна                            | Відстань     | Бали         | Місце        | Відстань | Бали  | Місце | Бали    | Місце   |
| ------------------------------------------------------------------- | ------------------------------------- | ------------ | ------------ | ------------ | -------- | ----- | ----- | ------- | ------- |
| Кароліна Індрачкова Роман Коуделька Честмир Кожішек Клара Ульріхова | Нормальний трамплін (змішані команди) | 340.5        | 362.5        | 7            | 341.5    | 360.3 | 7     | 722.8   | 7       |

## Сноубординг
Фристайл
| Спортсмен       | Дисципліна         | Кваліфікація | Кваліфікація | Кваліфікація | Кваліфікація | Кваліфікація | Фінал        | Фінал        | Фінал        | Фінал        | Фінал        |
| Спортсмен       | Дисципліна         | 1-ша спроба  | 2-га спроба  | 3-тя спроба  | Найкраща     | Місце        | 1-ша спроба  | 2-га спроба  | 3-тя спроба  | Найкраща     | Місце        |
| --------------- | ------------------ | ------------ | ------------ | ------------ | ------------ | ------------ | ------------ | ------------ | ------------ | ------------ | ------------ |
| Шарка Панчохова | Біг-ейр (жінки)    | 44.00        | 62.75        | 60.25        | 123.00       | 14           | Не потрапила | Не потрапила | Не потрапила | Не потрапила | Не потрапила |
| Шарка Панчохова | Хафпайп (жінки)    | 41.75        | 18.75        | Н/Д          | 41.75        | 18           | Не потрапила | Не потрапила | Не потрапила | Не потрапила | Не потрапила |
| Шарка Панчохова | Слоупстайл (жінки) | 25.51        | 17.18        | Н/Д          | 25.51        | 26           | Не потрапила | Не потрапила | Не потрапила | Не потрапила | Не потрапила |

Паралельні
| Спортсменка     | Дисципліна                 | Кваліфікація | Кваліфікація | 1/8 фіналу    | Чвертьфінал   | Півфінал       | Фінал           | Фінал        |
| Спортсменка     | Дисципліна                 | Час          | Місце        | Суперник Час  | Суперник Час  | Суперник Час   | Суперник Час    | Місце        |
| --------------- | -------------------------- | ------------ | ------------ | ------------- | ------------- | -------------- | --------------- | ------------ |
| Естер Ледецька  | Гігантський слалом (жінки) | 1:23.63      | 1 Q          | Очнер (ITA) W | Круль (POL) W | Деккер (NED) W | Ульбінґ (AUT) W | 1            |
| Зузана Мадерова | Гігантський слалом (жінки) | 1:34.59      | 23           | Не потрапила  | Не потрапила  | Не потрапила   | Не потрапила    | Не потрапила |

Сноубордкрос
| Спортсмен         | Дисципліна | № Посіву | № Посіву | 1/8 фіналу | Чвертьфінал  | Півфінал     | Фінал        | Фінал       |
| Спортсмен         | Дисципліна | Час      | Місце    | Місце      | Місце        | Місце        | Місце        | Місце       |
| ----------------- | ---------- | -------- | -------- | ---------- | ------------ | ------------ | ------------ | ----------- |
| Радек Гаузер      | Чоловіки   | НС       | НС       | НС         | Не потрапив  | Не потрапив  | Не потрапив  | Не потрапив |
| Вендула Гоп'якова | Жінки      | 1:25.49  | 23       | НФ         | Не потрапила | Не потрапила | Не потрапила | 28          |

## Ковзанярський спорт
Індивідуальні перегони
| Спортсменка       | Дисципліна          | Заїзд   | Заїзд |
| Спортсменка       | Дисципліна          | Час     | Місце |
| ----------------- | ------------------- | ------- | ----- |
| Мартіна Сабликова | 3000 метрів (жінки) | 4:00.34 | 4     |
| Мартіна Сабликова | 5000 метрів (жінки) | 6:50.09 | 3     |
| Нікола Здрагалова | 500 метрів (жінки)  | 39.18   | 25    |
| Нікола Здрагалова | 1000 метрів (жінки) | 1:18.75 | 27    |
| Нікола Здрагалова | 1500 метрів (жінки) | 1:59.54 | 21    |
| Нікола Здрагалова | 3000 метрів (жінки) | 4:13.13 | 18    |

Масстарт
| Спортсменка       | Дисципліна       | Півфінал | Півфінал | Півфінал | Фінал | Фінал | Фінал |
| Спортсменка       | Дисципліна       | Бали     | Час      | Місце    | Бали  | Час   | Місце |
| ----------------- | ---------------- | -------- | -------- | -------- | ----- | ----- | ----- |
| Нікола Здрагалова | Масстарт (жінки) | WDR      | WDR      | WDR      | WDR   | WDR   | WDR   |